# Синергиды
Синергиды (от греч. synergy — сотрудничество, содружество) — две короткоживущие клетки, примыкающие к яйцеклетке в зрелом зародышевом мешке цветковых растений.

Синергиды в семязачатке — под буквой D

По размеру они обычно мельче яйцеклетки и содержат ядра меньшего размера, расположенные ближе к верхнему концу клетки. У большинства растений разрушаются до оплодотворения (при вхождении пыльцевой трубки в зародышевый мешок) или после оплодотворения; у немногих сохраняются продолжительное время, превращаясь в гаустории. В связи с этим полагают, что они играют вспомогательную роль при оплодотворении. Однако им так же приписывается функция привлечения в зародышевый мешок пыльцевых трубок за счет выработки специфических химических веществ в их нитчатом аппарате. С их функционированием связано явление апогаметии — развития из них добавочных зародышей после оплодотворения или без него.

## Образование синергид
Клетки-синергиды участвуют в мегаспорогенезе (развитие у разноспоровых высших растений мегаспор в результате мейоза). Материнская клетка начинает процесс деления, образуя из двух клеток четыре, три из которых погибают. Ядро в это время делится на эндомитозом (удвоение числа хромосом внутри ядерной оболочки, без разрушения ядрышка и без образования нитей веретена деления). Образуется 9 ядер и 4 ядра. От каждого из двух полюсов в центр зародышевого мешка направляется по одному ядру, они сливаются в центре, образуя одну клетку. На микропилярном полюсе зародышевого мешка одна наиболее крупная клетка превращается в яйцеклетку, а две других становятся вспомогательными клетками - синергидами. Яйцеклетка и синергиды образуют яйцевой аппарат. 